# I mørke
|  | Denne artikel er oprettet af botten PalnaBot ud fra en ekstern database. Den kan derfor have sproglige fejl eller mangler. Denne skabelon kan fjernes efter kontrol af indholdet. |

I mørke er en kortfilm fra 1992 instrueret af Merete Borker efter manuskript af Merete Borker.

## Handling
Instruktøren: Filmen handler om en kvinde, som kommer i berøring med sider af sindet, hun ikke kender, da hun får et barn. Alt omkring hende forandres, og hun må ændre sine forestillinger om sig selv, det billede hun har af sig selv. Langsomt kommer hun ud i en anden virkelighed, krisen er i gang. Jeg har selv haft en fødselskrise for en del år siden. Jeg havde dengang aldrig hørt om en krise i forbindelse med en fødsel ' aldrig hørt om fødselspsykoser eller fødselsdepressioner. Jeg troede, jeg var blevet uhelbredeligt sindssyg. Det ville have hjulpet mig, hvis jeg havde vidst noget om de kaotiske og uforståelige følelser, som oversvømmede mig. Hvis jeg havde vidst, at tilstanden ikke var uforanderlig. Det kunne tage lang tid, og det var pinefuldt, men man kunne blive rask igen.